# Bonnie & Bonnie
Bonnie & Bonnie ist ein deutscher Spielfilm von Ali Hakim aus dem Jahr 2019 über zwei junge Frauen in Hamburg-Wilhelmsburg, die sich ineinander verlieben und dadurch auf zahlreiche Widerstände stoßen.

## Handlung
Die 17-jährige Yara lebt mit ihrem Vater, der aus Albanien stammt, und ihren Geschwistern in Hamburg-Wilhelmsburg. Sie jobbt in einem Supermarkt und kümmert sich um den Familienhaushalt. Eines Tages begegnet sie der etwas älteren Kiki, die in Jugendheimen aufgewachsen ist. Die beiden verlieben sich auf den ersten Blick ineinander. Für Yara bedeutet die Beziehung eine neue, bisher ungekannte Freiheit, für Kiki ist es das erste Mal, dass sie Nähe erlebt und Zugehörigkeit empfindet. Doch die Liebe der jungen Frauen muss geheim bleiben. Insbesondere Yaras konservativer Vater, der schon einen Ehemann für seine Tochter ausgewählt hat, und ihr Bruder Bekim, der selbst an Kiki interessiert ist, dürfen nichts davon erfahren. Als dennoch herauskommt, dass die beiden eine Beziehung führen, flieht das Paar in Richtung Südfrankreich, wo sich Kikis Schwester befinden soll. Am Ende ihrer Flucht wird Kiki von der Polizei erschossen.

## Hintergrund
Regisseur Ali Hakim wuchs selbst in Hamburg-Wilhelmsburg auf. Seit 2011 hat er eine eigene Filmproduktionsfirma let’s be awesome, mit der er als Produzent, Regisseur und Autor eigene Projekte realisiert. Bonnie & Bonnie ist sein erster Langfilm.

## Veröffentlichung
Der Film feierte seine Premiere am 14. Juni 2019 auf dem Internationalen Filmfest Emden-Norderney. Er war dort für den NDR Filmpreis für den Nachwuchs nominiert. Zwischen dem 29. und dem 31. August 2019 wurde Bonnie & Bonnie in München, Stuttgart und Berlin auf dem queerfilmfestival gezeigt.